# Marquesado de Mirabal
El marquesado de Mirabal es un título del Reino de España creado por Real Carta de Concesión de 31 de octubre de 1722 por Felipe V de España a Luis de Mirabal y Espínola como premio a los méritos y servicios prestados, especialmente por el desempeño del cargo de embajador en los Estados Generales de Holanda y por el de presidente del Consejo de Castilla. Fue señor de la villa de Boadilla del Monte donde edificó el conocido como palacio de las Dos Torres, que posteriormente fuera adquirido por el infante Luis de Borbón.

## Breve reseña histórica de la sucesión en el marquesado de Mirabal

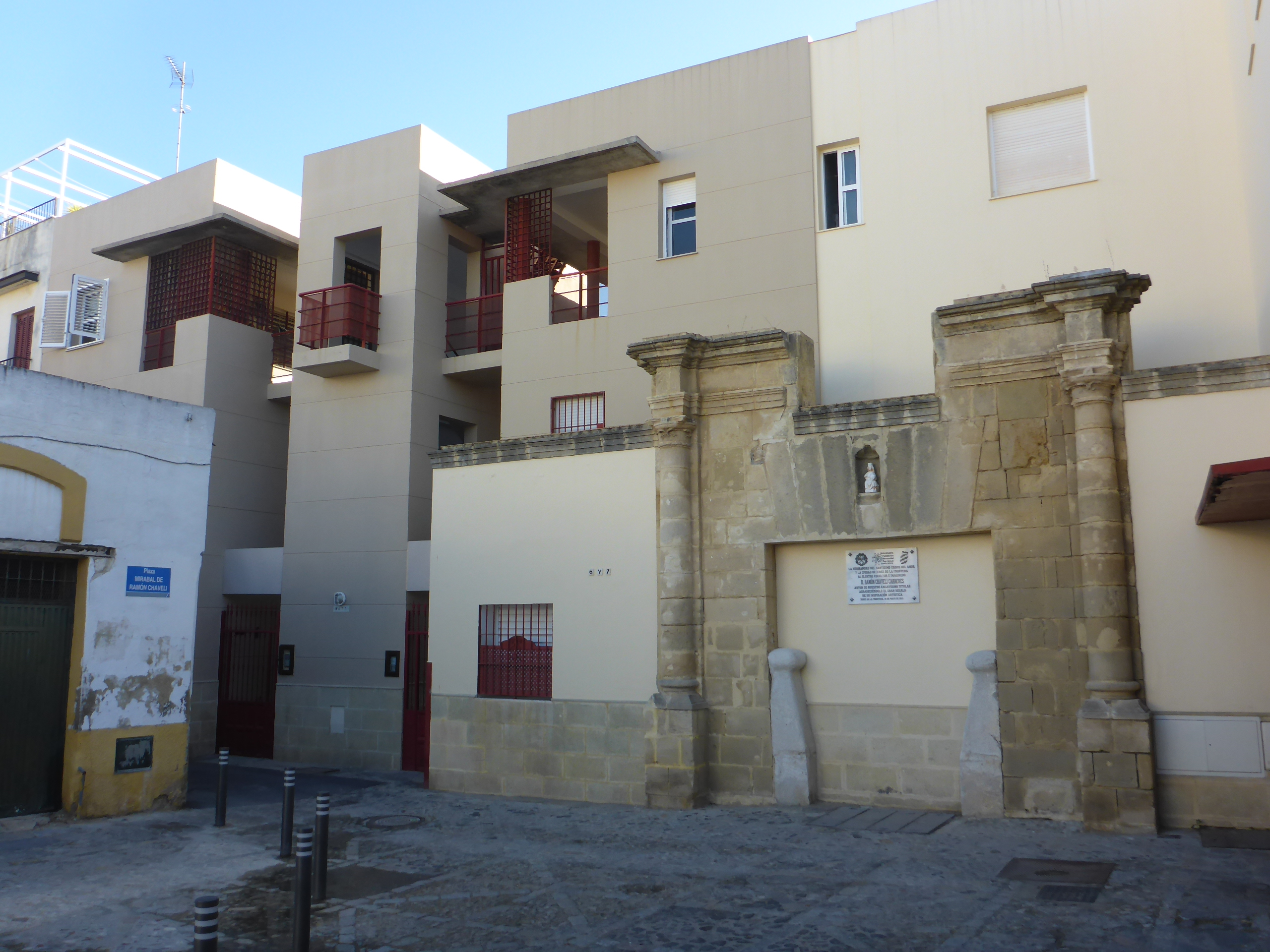
Restos del palacio de Mirabal en Jerez

A Juan Francisco de Mirabal y Espínola, hermano mayor de Luis, le fue concedido por Carlos II de España el título de conde de Villafuente Bermeja por los méritos que su linaje de Mirabal había realizado a favor de la Monarquía durante varios siglos. Juan Francisco de Mirabal y Ponce de León, hijo del primer conde, sucedió en el condado de Villafuente Bermeja y casó con Mariana Melchora de Mirabal, hija mayor de Luis. Al morir sin descendencia este matrimonio, sucedió en dichos títulos las otras hijas de Luis.
Al extinguirse la descendencia del primer marqués de Mirabal en la persona de su nieta Vicenta Carrasco de Mirabal-Espínola, V marquesa de Mirabal y VI condesa de Villafuente Bermeja, sucedió en dichos títulos su pariente Álvaro Dávila y Núñez de Villavicencio, VI marqués de Villamarta-Dávila. Los tres títulos fueron ostentados por un único titular hasta su nieto Álvaro Dávila y Pérez de Grandallana, que solicitó la distribución entre sus tres hijos varones.

## Listado de poseedores del título (Mirabal - Carrasco - Dávila - Herrera)
|                                         | Titular | Periodo                                 |
| Creación en 1722 por Felipe V de España | Creación en 1722 por Felipe V de España | Creación en 1722 por Felipe V de España |
| --------------------------------------- | --- | --------------------------------------- |
| I                                       | Luis de Mirabal y Espínola, I Marqués de Mirabal (Jerez de la Frontera 1657-Madrid 1729). En 1699 casó con María Magdalena Dávila. Luis casó en segundas nupcias con Isabel María Queipo de Llano, señora de la villa de Boadilla del Monte, hija de Fernando Queipo de Llano, III conde de Toreno y alférez mayor de Asturias, y de Emilia de Dóriga y Malleza. Sucedió su hija: | 1722-1729                               |
| II                                      | Mariana Melchora de Mirabal y Dávila-Guzmán, II marquesa de Mirabal. Casó el 8 de noviembre de 1717 con su primo hermano Francisco José de Mirabal y Ponce de León, II conde de Villafuente Bermeja. No tuvieron descendencia. Sucedió su hermana: | ¿?-¿?                                   |
| III                                     | Josefa Micaela de Mirabal, III marquesa de Mirabal, IV condesa de Villafuente Bermeja, señora de la villa de Boadilla del Monte. Sin descendencia. Sucedió su hermana: | 1767-¿?                                 |
| IV                                      | Magdalena de Mirabal, IV marquesa de Mirabal y V condesa de Villafuente Bermeja (Real Carta de 13 de junio de 1774 al fallecer su hermana Josefa Micaela de Mirabal, III marquesa de Mirabal, IV condesa de Villafuente Bermeja. Casó con Pablo Carrasco Moya Ferrer y de Mora, coronel del Regimiento de Caballería de la Costa del Reino de Granada, comandante militar del Departamento de la Ciudad de Vélez-Málaga, natural de la villa del Villar del Humo, obispado de Cuenca. Sucedió su hija: | 1774-1777                               |
| V                                       | Vicenta Carrasco de Mirabal y Espínola, V marquesa de Mirabal y VI condesa de Villafuente Bermeja. Casó el 28 de abril de 1779 en Madrid (real iglesia de Nuestra Señora del Buen Suceso) con Joaquín María Hurtado de Mendoza y Martínez de Medinilla, señor de las Casas de Mendoza en Martioda, la Puente y Traslaviña, Torres de Necolalde y Lazcano en la provincia de Guipúzcoa; señor de las de Azcarza y Medina-Rosales, Iturrízar, Fortaleza de Hueto, Hermandades de Martioda y los Huetos, Jurisdicción de la Oca, Villas de Berganzo y Serranos del Nigar; pariente mayor de la Casa de la Puente y de la de la Gaurra como señor de la citada Torre de Ascarza, cabeza del antiguo linaje de Barrientos; patrón divisero de las iglesias parroquiales de San Juan de Martioda y Nuestra Señora de Urrialdo en la provincia de Álava, de Nuestra Señora de Traslaviña, San Miguel de Lirraxes, San Miguel de Aedo, San Andrés de Viarres, San Pedro de Romaña, en las demarcaciones del Señorío de Vizcaya; de las de San Martín de Aedo, San Juan de la Bárcena, en el Valle de Angulo en el Reino de Castilla; y de la de Santa María de la Piedad de la Villa de Medina del Campo. Con ellos se extinguió la descendencia de los primeros marqueses de Mirabal y condes de Villafuente Bermeja, por lo cual sucedieron en los títulos su pariente más cercano, que fue: | 1786-¿?                                 |
| VI                                      | Álvaro María Dávila y Núñez de Villavicencio, VI marqués de Villamarta-Dávila, VI marqués de Mirabal y VII conde de Villafuente Bermeja, maestrante de Ronda (Jerez de la Frontera 1784-Jerez de la Frontera 1825). Casó el 29 de febrero de 1808 en Jerez de la Frontera (San Miguel) con Juana de Dios Adorno y Ponce de León, hija de los III condes de Montegil. Sucedió su hijo: | 1808-1825                               |
| VII                                     | Álvaro Dávila y Adorno, VII marqués de Villamarta-Dávila, VII marqués de Mirabal y VIII conde de Villafuente Bermeja, Maestrante de Ronda (Jerez de la Frontera 1808-Jerez de la Frontera 1858). Casó el 15 de febrero de 1831 en Jerez de la Frontera (San Miguel) con Josefa Pérez de Grandallana y Angulo, hija del laureado brigadier Francisco Pérez de Grandallana. Sucedió su hijo: | 1848-1858                               |
| VIII                                    | Álvaro Dávila y Pérez de Grandallana, VIII marqués de Villamarta-Dávila, VIII de Mirabal y IX conde de Villafuente Bermeja, caballero gran cruz de la Orden de Isabel la Católica, maestrante de Ronda (Jerez de la Frontera 1832-Jerez de la Frontera 1887). Casó el 23 de febrero de 1863 en Jerez (San Miguel) con Francisca de Caracciolo de Ágreda y Balleras, sobrina de los condes de Casa de Ágreda, descendientes del Solar de Tejada. Álvaro distribuyó sus tres títulos entre sus tres hijos varones. En el marquesado de Mirabal sucedió su segundo hijo varón: | 1859-1887                               |
| IX                                      | Gonzalo Dávila de Ágreda, IX marqués de Mirabal, maestrante de Ronda (Jerez de la Frontera 1866-Sevilla 1935). Casó el 8 de octubre de 1896 en Sevilla (capilla del palacio arzobispal, ofició la ceremonia el beato cardenal Marcelo Espínola y Maestre) con María de las Mercedes de León y Manjón, hija de José de León y Contreras, maestrante de Sevilla, y de su esposa María Eduarda Manjón y Mergelina, V marquesa del Valle de la Reina. Sucedió su hija: | 1888-1935                               |
| X                                       | María de las Mercedes Dávila de León, X marquesa de Mirabal (Sevilla 1900-Sevilla 1975). Casó con Valentín Hernández y Estévez. No dejaron descendencia. Sucedió su hermana: | 1951-1975                               |
| XI                                      | María de Regla Dávila de León, XI marquesa de Mirabal, señora divisera del Solar de Tejada (Sevilla 1907-Sevilla 2011). Casó el 16 de mayo de 1940 en Sevilla (San Vicente) con Joaquín Herrera y Blanco (Sevilla 1910-Sevilla 1982), licenciado en Farmacia, alcalde de La Puebla de Cazalla (1941-1947), capitán farmacéutico del Ejército de Complemento, medalla al Mérito Militar con Distintivo Rojo, medalla de la Campaña 1936-1939, de Vanguardia, medalla de la Vieja Guardia; hijo de Joaquín Herrera y Maguilla, licenciado en Farmacia, teniente de alcalde de Sevilla, presidente del Real e Ilustre Colegio Farmacéutico de la provincia de Sevilla, hermano mayor de la Hermandad de la Sagrada Cena, y de su esposa María del Carmen Blanco de la Concha. Sucedió su nieto: | 1980-2011                               |
| XII                                     | Alejandro Herrera Cano, XII marqués de Mirabal (Sevilla 1970), ingeniero técnico industrial. | 2014-actual titular                     |